# Zrmanja (Gračac)
Zrmanja falu Horvátországban Zára megyében. Közigazgatásilag Gračachoz tartozik.

## Fekvése
Zárától légvonalban 67, közúton 97 km-re keletre, községközpontjától légvonalban 24, közúton 33 km-re délkeletre, Lika déli részén, a Velebit-hegységben, a Zrmanja bal partján fekszik.

## Története
Nevét onnan kapta, hogy a Zrmanja folyó mellett fekszik. A török kiűzése (1685) után pravoszláv lakossággal betelepült likai falvak közé tartozik. A településnek 1857-ben 328, 1910-ben 260 lakosa volt. Az első világháború után előbb a Szerb-Horvát-Szlovén Királyság, majd Jugoszlávia része lett. 1991-ben csaknem teljes lakossága szerb nemzetiségű volt. Lakói még ez évben csatlakoztak a Krajinai Szerb Köztársasághoz. A horvát hadsereg 1995 augusztusában a Vihar hadművelet során foglalta vissza a települést. Szerb lakói elmenekültek.. A településnek 2011-ben 21 lakosa volt.

## Lakosság
| Lakosság változása | Lakosság változása | Lakosság változása | Lakosság változása | Lakosság változása | Lakosság változása | Lakosság változása | Lakosság változása | Lakosság változása | Lakosság változása | Lakosság változása | Lakosság változása | Lakosság változása | Lakosság változása | Lakosság változása | Lakosság változása |
| ------------------ | ------------------ | ------------------ | ------------------ | ------------------ | ------------------ | ------------------ | ------------------ | ------------------ | ------------------ | ------------------ | ------------------ | ------------------ | ------------------ | ------------------ | ------------------ |
| 1857               | 1869               | 1880               | 1890               | 1900               | 1910               | 1921               | 1931               | 1948               | 1953               | 1961               | 1971               | 1981               | 1991               | 2001               | 2011               |
| 328                | 376                | 238                | 261                | 239                | 260                | 271                | 243                | 210                | 270                | 212                | 150                | 113                | 69                 | 26                 | 21                 |

## Nevezetességei
- Szent Miklós püspök tiszteletére szentelt szerb pravoszláv templomát 1953-ban felgyújtották. Parókiájához Zrmanja Vrelo, Kom és Palanka települések hívei tartoznak.
- A klanaci Szentlélek tiszteletére szentelt szerb pravoszláv templomot a második világháborúban gyújtották fel, 1973-ban újjáépítették, de 1995-ben a bevonuló horvát csapatok újra lerombolták.